# Peter Bayer
Peter Bayer é um dirigente esportivo que atualmente ocupa o cargo de diretor executivo da equipe de Fórmula 1 da Racing Bulls.

## Carreira
Em 2017, Bayer tornou-se secretário geral do esporte na Federação Internacional de Automobilismo (FIA), ele também assumiu o cargo de diretor executivo da Fórmula 1 em 2021. Em 1 de junho de 2022, Bayer deixou os cargos de secretário geral e de diretor executivo, sendo substituído interinamente por Shaila-Ann Rao, que acabara de retornar à FIA. Rao anteriormente ocupou o cargo de diretora jurídica da FIA de meados de 2016 até o final de 2018, antes de passar os últimos três anos e meio na equipe de Fórmula 1 da Mercedes como conselheira geral consecutivamente e, em seguida, assessora especial do diretor executivo e chefe da equipe, Toto Wolff.
Em 26 de abril de 2023, foi anunciado que Bayer se juntaria a equipe de Fórmula 1 da AlphaTauri como seu diretor executivo na parte final da temporada de 2023, equipe esta que foi renomeada para Racing Bulls em 2024. Ele supervisiona a direção estratégica da equipe em suas instalações em Faença, na Itália, e em Milton Keynes, no Reino Unido.